# 스페이케니서

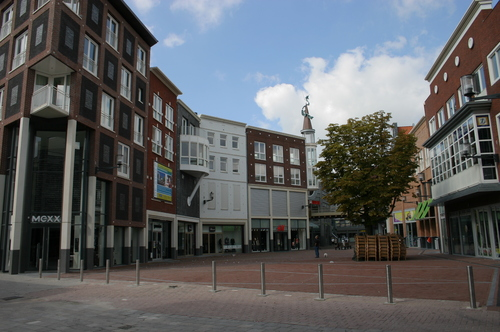
스페이케니서

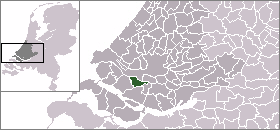
스페이케니서의 위치

스페이케니서(네덜란드어: Spijkenisse)는 네덜란드 자위트홀란트주의 도시로 면적은 30.27km2, 높이는 -1m, 인구는 72,545명(2014년 5월 기준), 인구 밀도는 2,777명/km2이다.

시기
시 문장